# Kamień pod Wysoką
Kamień pod Wysoką – skała na Wyżynie Częstochowskiej w miejscowości Rzędkowice w województwie śląskim, w powiecie zawierciańskim, w gminie Włodowice. Znajduje się w północno-zachodniej części pasma Skał Rzędkowickich, po zachodniej stronie skały Wysoka. Pod względem geograficznym jest to mikroregion Wyżyny Ryczowskiej w obrębie Wyżyny Częstochowskiej.
Zbudowany z wapieni Kamień pod Wysoką znajduje się wśród niskich krzewów i drzew na szczycie niskiego skalnego grzebienia. Ma wysokość kilku metrów, jest przewieszony z wszystkich stron i dobrze urzeźbiony. Doskonale nadaje się do uprawiania boulderingu. Wspinacze poprowadzili na nim 25 boulderów o trudności od 5a do 8a, oraz 9 trawersów i kombinacji o trudności od 6c do 8a+.

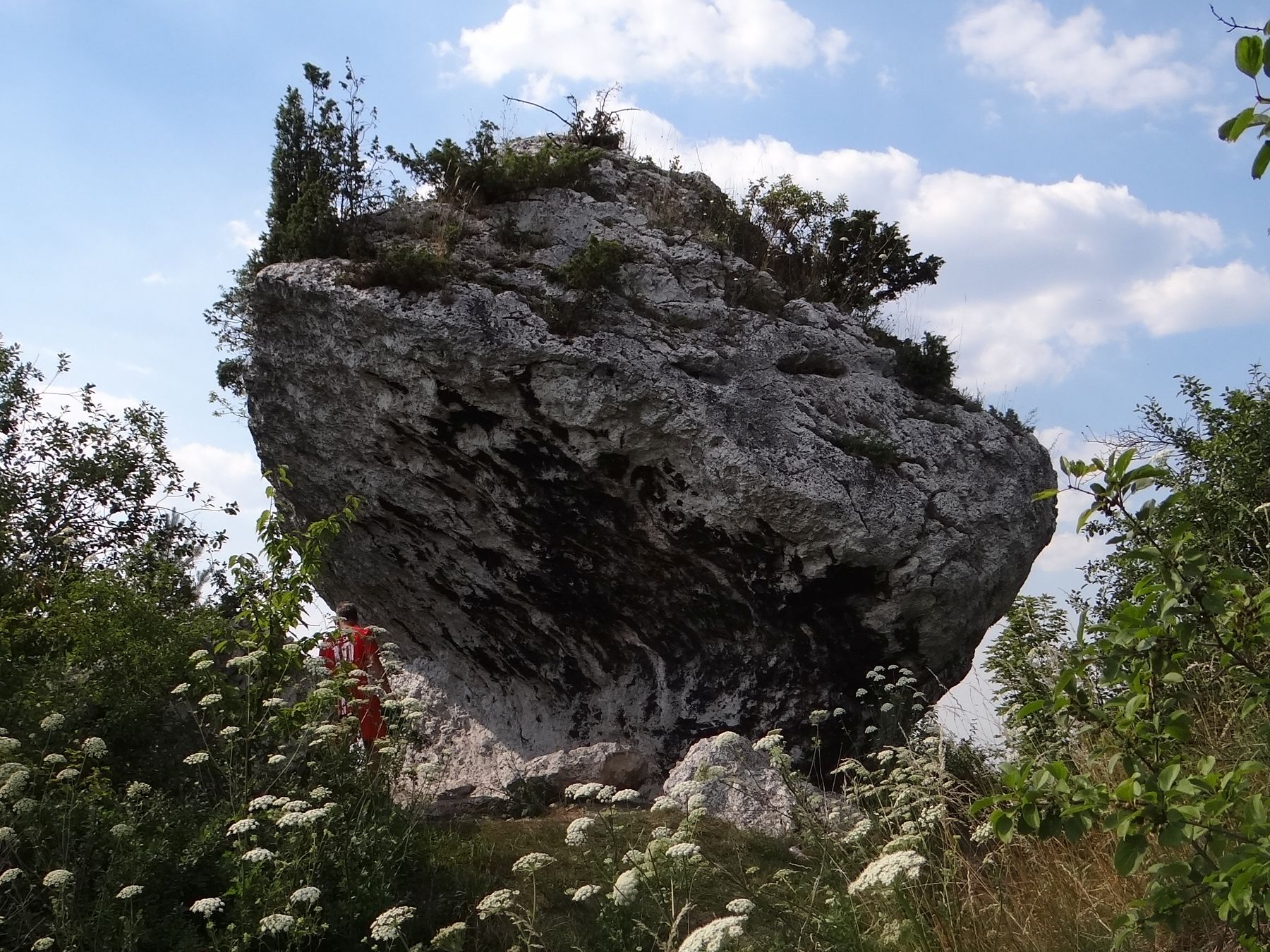
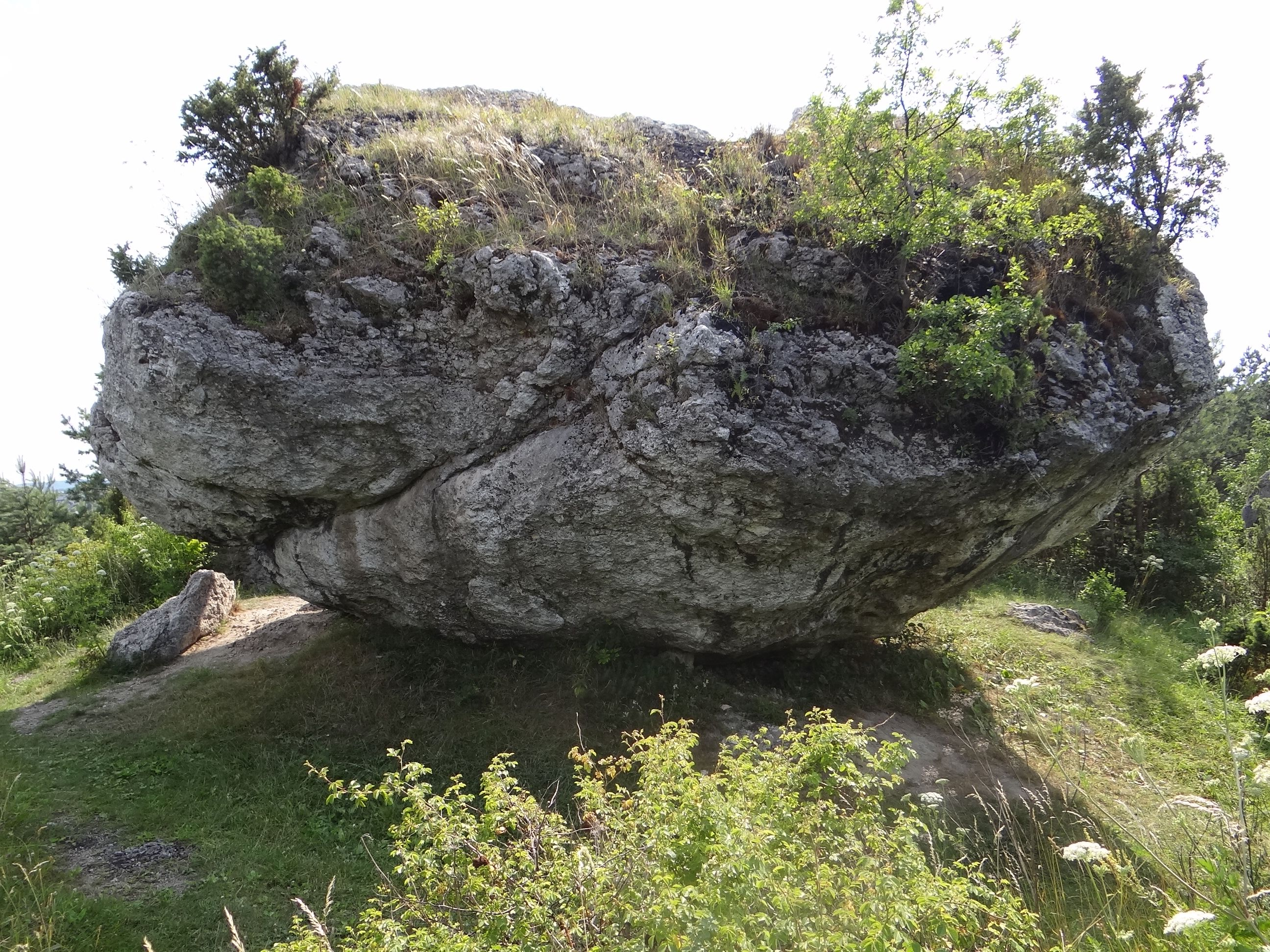
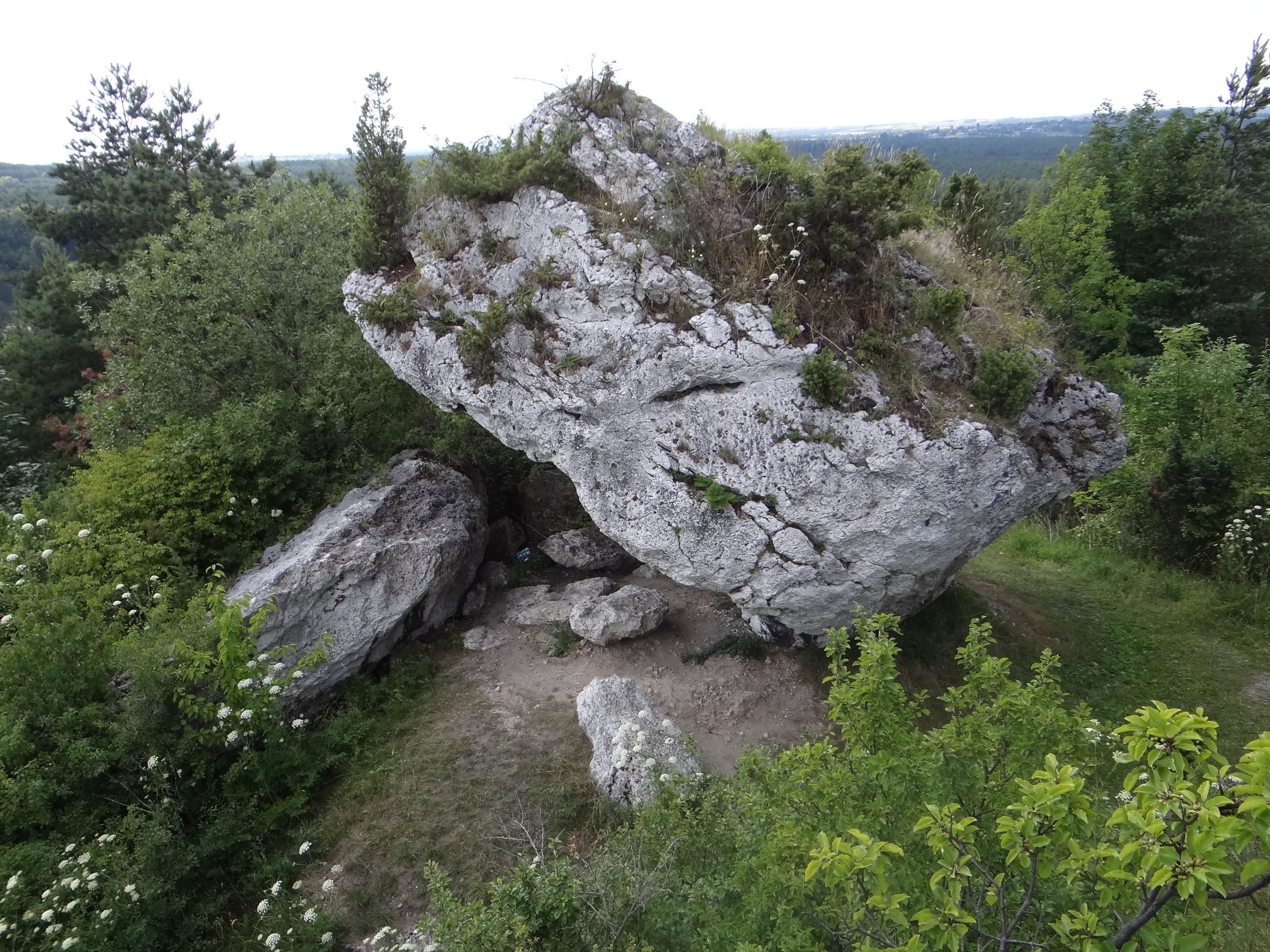

1. Moc demonów; 8a, SD
2. Demonów dzikie hordy; 7b+, SD
3. Paranoid; 7b, SD
4. Stasiek; 6c+, SD
5. Zejściowa; 5a
6. Tysiąc desek; 6b, SD
7. Dziurki; 6c, SD
8. Półpalec; 7a, SD
9. Półpalec (wariant); 7a, SD
10. Naj; 6c+, SD
11. Dynuś; 6a+
12. Dynuś SD; 7b
13. Dynuś supersitdownstart; 8a
14. Dylan SD; 7b
15. Dynamit; 6b
16. Dynamit SD; 7a+
17. Teoria spisku; 7b+
18. Rampka w ciemno; 6a+, SD
19. ?; 6a+, SD
20. Romper Stompe; 7a, niski SD
21. Rampa-Pam; 6a+, niski SD
22. Rurka mięknie; 6b
23. Rurka mięknie SD; 6c
24. Częstochowa; 6a+, niski SD
25. Wysokie noty; 6c, SD[4].

Trawersy i kombinacje
1. Stasiek zboczeniec; 6c
2. Dolny trawers; 6b+
3. Potęga crashpadów; 7a
4. Demony atakują; 7c+
5. Paranoid extension; 7c
6. Stasiek extension; 7a+
7. Rattamahatta; 7b+
8. Final fight; 8a+
9. Stasiek + Dziurki; 7a[4].